# آبیدن برووا
آبیدن برووا (انگلیسی: Abiodun Baruwa؛ زادهٔ ۱۶ نوامبر ۱۹۷۴) یک بازیکن فوتبال اهل نیجریه است.
وی همچنین در تیم‌های ملی فوتبال نیجریه نیجر بازی کرده‌است.